# Asnières-sous-Bois
Asnières-sous-Bois är en kommun i departementet Yonne i regionen Bourgogne-Franche-Comté i norra Frankrike. Kommunen ligger i kantonen Vézelay som tillhör arrondissementet Avallon. År 2022 hade Asnières-sous-Bois 114 invånare.

## Befolkningsutveckling
Antalet invånare i kommunen Asnières-sous-Bois
| Referens: INSEE |